# Louis Rilliet de Constant
Pour les articles homonymes, voir Constant.
Frédéric-Jacques Louis Rilliet de Constant (parfois appelé Louis Rilliet-Constant), né en 1794 et mort en 1856 est un militaire et une personnalité politique suisse.

## Biographie
Nommé dès 1812 lieutenant des cuirassiers de l'armée française, il participe aux dernières campagnes militaires du Premier Empire, et en particulier aux batailles de Lutzen, Bautzen, Leipzig et de Hanau.
Après la Restauration française, il commande une compagnie de la garde des Bourbons avant de rentrer à Genève en 1823.  Il se lance dans la politique locale et adhère dès 1839 à l'Association du Trois-Mars fondée par James Fazy,  dont le but est de renverser le gouvernement cantonal. Il est, selon Lullin « animé par un désir de vengeance à l'encontre d'un pouvoir qui l'a mis de côté ». Le gouvernement genevois lui avait en effet préféré le futur général Guillaume-Henri Dufour, comme commandant des troupes genevoises lors de l'hésitation de 1830. Au côté de Fazy, dont il ne partage pas les vues politiques, il sera en définitive nommé conseiller d'État du 31 mai 1847 jusqu'à sa démission le 4 mars 1848.
Colonel fédéral depuis 1837, il est appelé en 1847 à commander la première division de l'armée confédérée, à nouveau sous les ordres du général Dufour. Il participe à la prise de Fribourg avant d'être envoyé dans le Chablais vaudois pour y bloquer les troupes valaisannes. C'est là qu'il reçoit, le 29 octobre, la reddition du gouvernement valaisan qui marque la fin de cette guerre civile.
Ses chroniques captivantes, publiées de 1841 à 1848, sont une source d'information inépuisable sur les événements politiques et militaires qui ont précédé la création, en 1848, de l'Etat fédératif suisse et, plus particulièrement, sur l'intégration du Valais à la Suisse moderne.
En 1852, il est le premier chef de la cavalerie suisse, dont il sera l'Inspecteur fédéral jusqu'à son décès, en 1856.

## Ouvrages
- Chronique de Saint-Cergues, Genève, Ch. Gruaz, 1839[2].
- Une année de l'histoire du Valais,  Genève, Jullien, 1841
- Le Valais de 1840 à 1844, suite à une Histoire du Valais, Lausanne, Bridel, 1845
- Novembre et décembre 1847. Fribourg, Valais et la première division, Berne, Staempfli/Zurich, Schulthess, 1848
- Chroniques de la Famille Schonberg-Cotta. Tome 1er, Grassart, 1870Traduit de l'anglais par Rillet de Constant[3].

## Sources
1. ↑  Lullin, Journal des événements de 1841 à 1846Manuscrit, BPU Ms Suppl. cité par Olivier Perroux in : Tradition, vocation et progrès : les élites bourgeoises de Genève (1814-1914), Genève, 2003Thèse
2. ↑  Rilliet de Constant (Fréd.-Jacques-Louis) ; Chronique de Saint-Cergues.
3. ↑  Chroniques de la Famille Schonberg-Cotta. TOME 1er. - Rilliet de Constant

- (de) Courte biographie et images